# Офрис пчелоносная
О́фрис пчелоносная (лат. Óphrys apifera) — вид многолетних травянистых растений рода Офрис семейства Орхидные (Orchidaceae).

## Ботаническое описание
Многолетнее травянистое растение с почти шаровидными корневыми клубнями до 1 см в диаметре, стеблем 20—45 см высоты и 4—7 сизовато-зелёными листьями.
Соцветие редкое, из 3—8 цветков, наружные листочки околоцветника розовые, внутренние — короткие, бархатистые, зеленоватые, рожковидные. Губа тёмно-пурпурная или коричневая, бархатистая, при основании с квадратным жёлто-коричневым пятном, окружённым узкой двойной каймой жёлтого цвета. Завязь слабоскрученная. Цветёт в мае-июне.
Плод — коробочка. Плодоносит в июне. Размножается семенами. Декоративное.

## Размножение
Для офрис пчелоносная характерно самоопыление и перекрёстное опыление (энтомофилия).
Запах, форма и окраска цветков, имитирующие самок некоторых пчел, возбуждает половые инстинкты самцов. Садясь на цветки, они производят на них те же движения, как при совокуплении. Покидая цветок, самец-опылитель несёт на головке поллинарий, оставляя его на рыльце пестика другого цветка и осуществляя, таким образом, перекрёстное опыление.

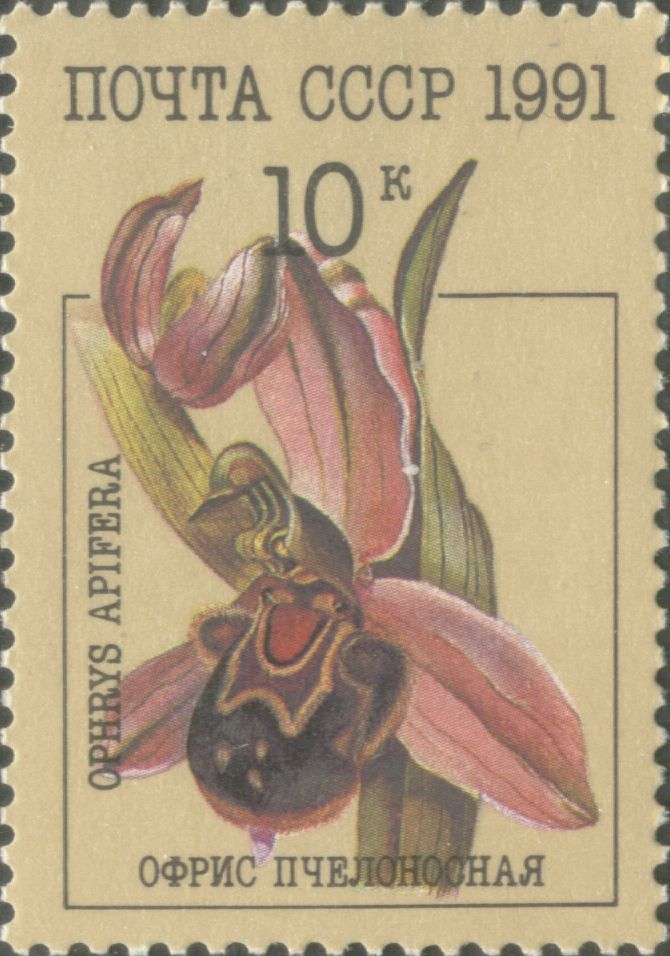
Офрис пчелоносная на почтовой марке СССР 1991 года из серии «Орхидеи»

## Распространение и места обитания
Распространён в Западной Европе, Средиземноморье, в Причерноморье. В России — на Черноморском побережье Кавказа, на Кавказе. Обитает в светлых дубово-можжевеловых лесах, кустарниках, на опушках, известняковых осыпях нижнего горного пояса.
Численность их крайне мала, встречается очень редко, отдельными особями. Вид числится в Красной книге России в категории II (находится под угрозой исчезновения).

## Лимитирующие факторы и меры охраны
Сбор цветущих растений, уничтожение местообитаний в связи с хозяйственным освоением земель. Необходимо организовать заказники во всех местонахождениях, запретить любой сбор.